# Hyodeok-dong
Hyodeok-dong (koreanska: 효덕동) är en stadsdel i staden Gwangju i den sydvästra delen av Sydkorea, 270 km söder om huvudstaden Seoul. Den ligger i stadsdistriktet Nam-gu.
I stadsdelen ligger Gwangju-universitetet.